# 吳瑪雅
吳瑪雅（1970年8月15日—）原名瑪雅·卡桑德拉·蘇埃托羅（Maya Kasandra Soetoro），是一名印尼裔美國學者，為第44任美國總統巴拉克·奧巴馬同母異父的妹妹。她是夏威夷大學馬諾阿分校松永研究所的研究員，並為歐巴馬基金會的顧問。

## 早年生活
瑪雅·卡桑德拉·蘇埃托羅於1970年出生於印尼雅加達，其母為美國人類學家安·鄧納姆（歐巴馬的生母），其父為印尼商人洛洛·索托羅（歐巴馬的繼父），她曾表示自己的名字「瑪雅」得名自美國作家马娅·安杰卢。吳瑪雅早年與歐巴馬一起在印尼與夏威夷等地生活，後隨其母返回印尼，1980年她的父母離婚，父親隨後再婚，與繼母又育有一子與一女。
吳瑪雅曾先後就讀雅加達國際學校與夏威夷的普納荷學校，1988年自普納荷學校畢業，後於巴納德學院獲學士學位，又於紐約大學與夏威夷大學馬諾阿分校分別獲碩士（中等教育與語言學習）與博士學位（國際比較教育學）。她與歐巴馬的關係緊密，常在夏威夷一起慶祝聖誕節。

## 外部連結
- 夏威夷大學馬諾阿分校 （页面存档备份，存于）
- 社會科學院 （页面存档备份，存于）
- 公共政策中心 （页面存档备份，存于）
- Spark M. Matsunaga和平與解決衝突研究所 （页面存档备份，存于）
- .   [2022-01-27]. （原始内容存档于2015-12-08）.